# Hesziré

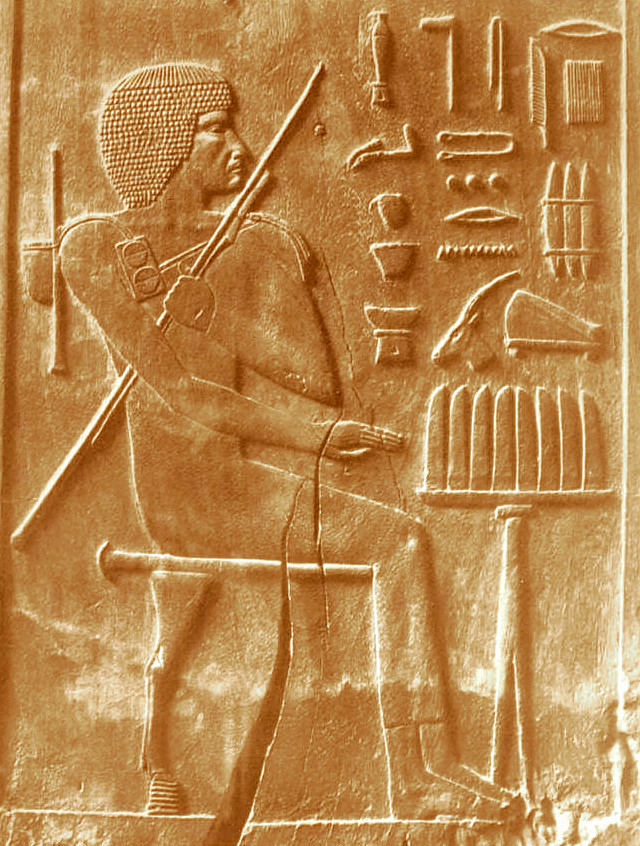
Cédrusfa lap Hesziré ábrázolásával

Hesziré (ḥsỉỉ-rˁ, „Akit Ré megáldott”) vagy Heszi („Az áldott”) ókori egyiptomi írnok és orvos a III. dinasztia idején; valószínűleg az első ismert orvos a történelemben. Erre címe, a wr-jbḥ-swnw utal, melynek jelentése lehet „a fogorvosok nagyja”, bár ez bizonytalan. Dzsószer fáraó idején szolgált, és díszes szakkarai sírban temették el. Sírja vályogból épült masztaba, 1866-ban Auguste Mariette, 1912-ben James Quibell tárta fel. A sírban faragott fatáblákat találtak, melyeken Hesziré alakja és címei szerepelnek. A fatáblákat egy palotahomlokzat mélyedésében találták, ma a kairói Egyiptomi Múzeumban vannak.

## Neve és címei
A sírjában talált pecsétlenyomatoknak köszönhetően tudni, hogy Hesziré Dzsószer és talán Szehemhet idején élt. Neve érdekesnek tűnik, mert Ré neve szerepel benne, ezzel az első hivatalnokok közé tartozik, akiknek megengedték, hogy a napisten szerepeljen a nevében. Írásban azonban fonetikusan kellett leírniuk, a napkorongot ábrázoló hieroglifával csak a királynak volt szabad.
Magas rangú hivatalnokként Hesziré számos előkelő és vallási címet viselt.
- „A király bizalmasa”
- „A felső-egyiptomi Tízek nagyja”
- „Pe nagyja”
- „A fogorvosok nagyja”
- „A Qed-hotep vénje”
- „Az írnokok nagyja”
- „Min fivére”
- „Mehit mágusa”

Hesziré több különleges címe közül a legvitatottabb a wr-jbḥ-swnw. Az jbḥ jelenthet fogakat és elefántcsontot is, a swnw jelentése „nyilak”, „vágók” vagy „orvosok” is lehet. Így a teljes cím utalhat elefántcsontmetsző művészre is (ez elég gyakori volt és mára korai dinasztikus korban említik), vagy fogorvosra (ami viszont azt jelentené, Hesziré az első, név szerint ismert fogorvos az egyiptomi történelemben).
Hesziré kortársai közé tartozhattak Netjeraperef, Ahetaa, Habauszokar, Pehernofer és Metjen, akik Huni és Sznofru idejében éltek. Sírfelirataikból tudni, hogy ebben az időben virágzott a gazdaság, a hivatali réteg jólétnek örvendett.

## Hesziré fatáblái
Hesziré a sírjában talált, gazdagon díszített cédrusfa táblákról is ismert. Ezek különböző életkorban ábrázolják Heszirét: a sír bejáratához közeliek fiatalemberként, pályája elején, a kápolnához közelebb már középkorúként, pályája csúcsán, bent a kápolnában pedig idős férfiként ül áldozati asztala előtt, szűk öltözékben. A táblák készítője még az arc korral járó változásait is hangsúlyozta: Hesziré arca simából ráncossá, megereszkedetté változik, korának megfelelően.

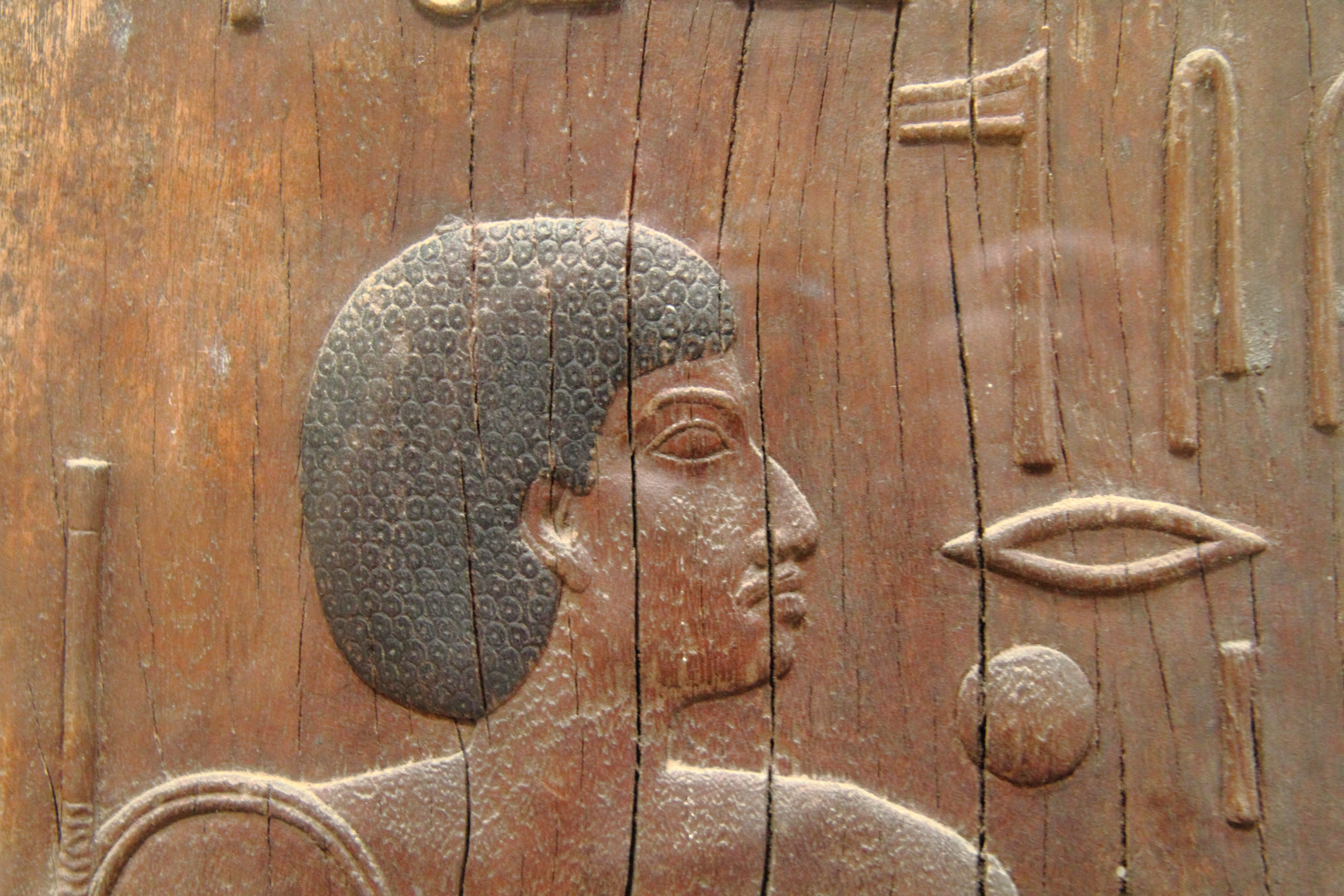
A fiatal Hesziré
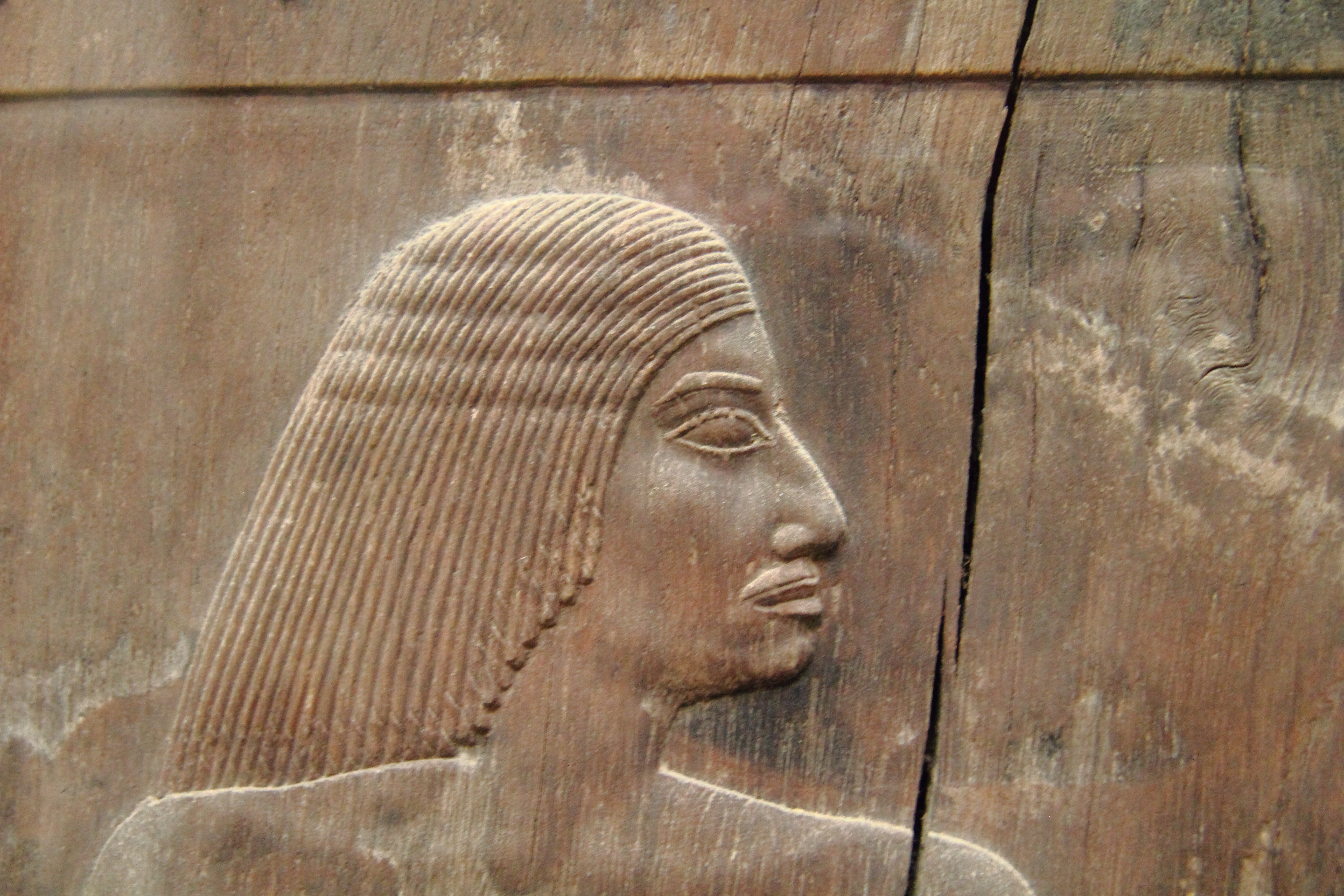
A középkorú Hesziré
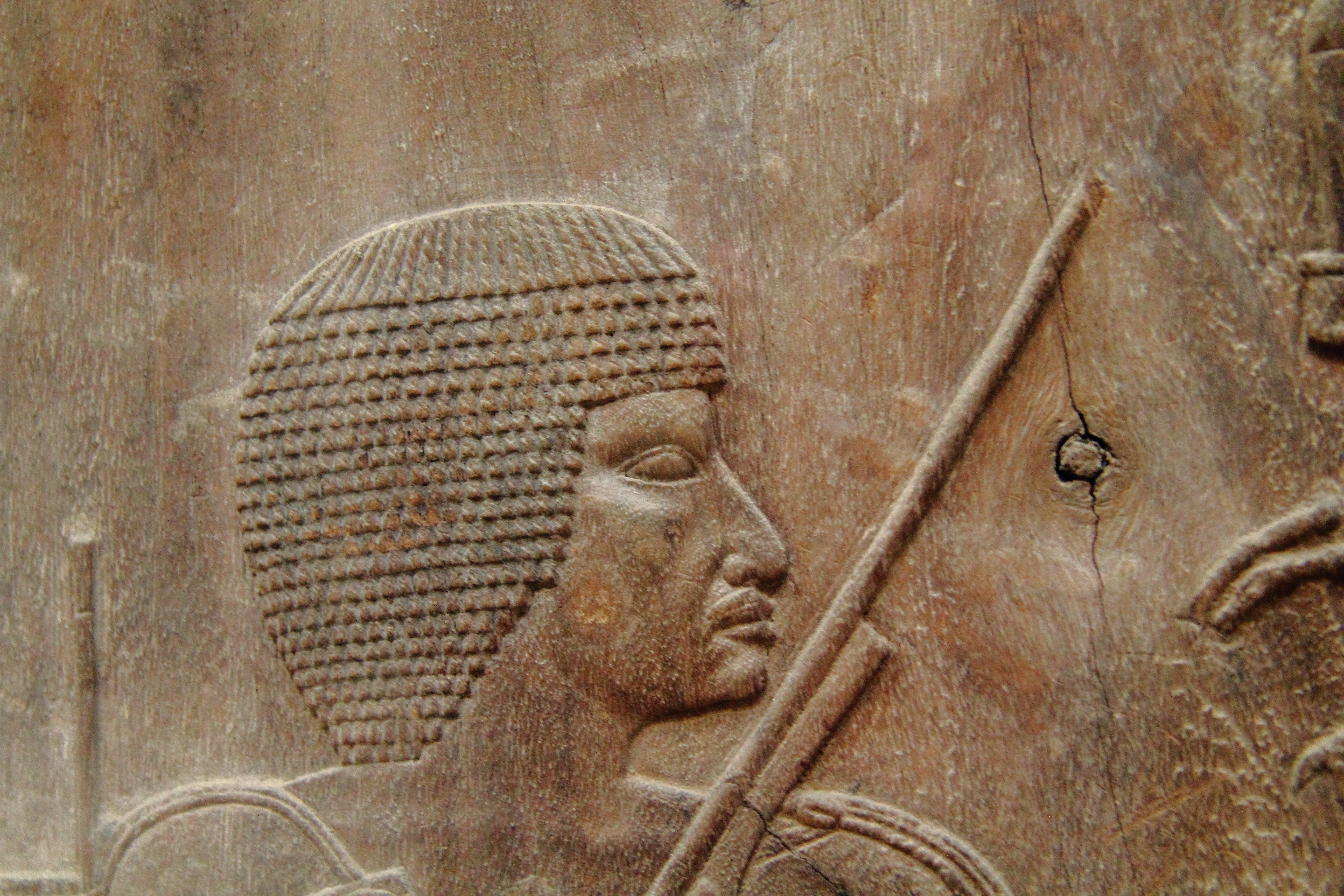
Az idős Hesziré

Hesziré faragott táblái ritka példái a fába faragva fennmaradt hieroglif írásnak. Az emelt féldomborműves formában fennmaradt írás a legrégebbi fennmaradt hieroglifák közé tartozik.
| A22 |

## Sírja

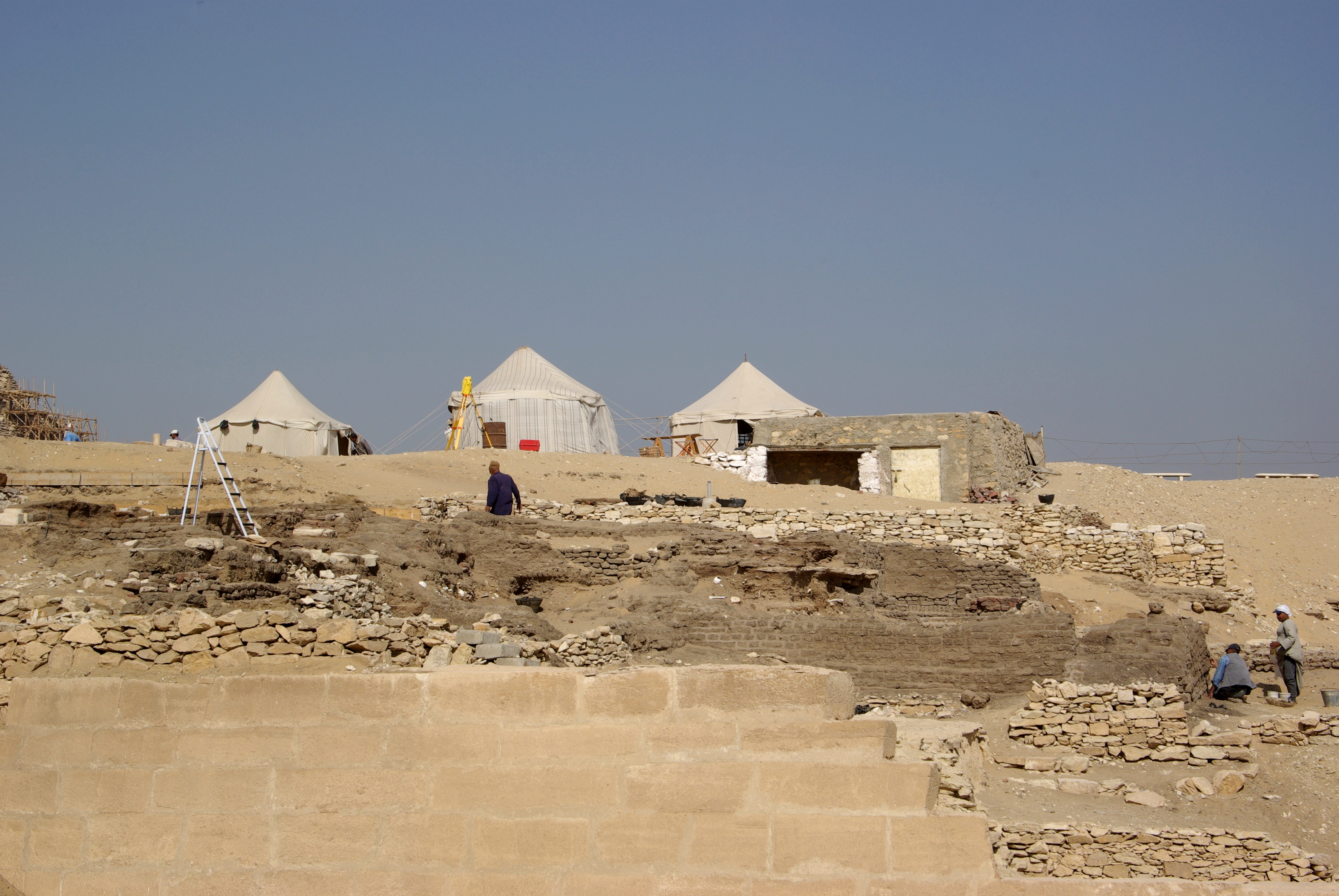
Ásatás Hesziré masztabájánál 2010 novemberében

Hesziré sírja, a S-2405 masztaba Szakkarában található; 1861-ben fedezte fel Auguste Mariette és Jacques de Morgan. Feltárása 1910-12 között zajlott James Edward Quibell vezetésével. Hesziré sírja több tucatnyi másik hivatalnoké között helyezkedik el, Dzsószer piramiskomplexumától kb. 260 méterre északkeletre. A masztaba szárított vályogtéglából épült, és eredetileg 43 m hosszú, 22 m széles és 5 m magas lehetett. A falakat kívül és belül is fehér mészkő borította. Belső alaprajza szerint hosszú, falfülkékkel teli folyosóból és az ebből nyíló helyiségekből és kápolnákból állt.
A sír falait színes dekoráció díszítette. A fekete, fehér, sárga, zöld és vörös színekkel festett dekoráció rombuszokból, csíkokból és zöld-sárga színű, fonott nádszőnyeget imitáló díszítésből áll. A festés olyan jó állapotban maradt fenn, hogy az ásatáskor a régészek úgy döntöttek, a festett folyosókat törmelékkel töltik fel, hogy megőrizzék a színeket. A közelben a reliefek hétköznapi jeleneteket ábrázolnak, közte a mehen és a szenet táblás játékok ábrázolását is látni.

## Fordítás
- Ez a szócikk részben vagy egészben  a   Hesy-Ra című angol Wikipédia-szócikk ezen változatának fordításán alapul.  Az eredeti cikk szerkesztőit annak laptörténete sorolja fel. Ez a jelzés csupán a megfogalmazás eredetét és a szerzői jogokat jelzi, nem szolgál a cikkben szereplő információk forrásmegjelöléseként.